# آزمایش پرواز یکپارچه استارشیپ
در ۲۰ آوریل ۲۰۲۳، اسپیس‌اکس اولین آزمایش پرواز یکپارچه راکت استارشیپ خود را انجام داد. نمونه اولیه فضاپیما کمتر از چهار دقیقه پس از بلند شدن از پایگاه اسپیس‌اکس استاربیس در بوکا چیکا، تگزاس منفجر شد. استارشیپ با شکستن رکورد نیم قرن قدمت موشک N1 اتحاد جماهیر شوروی، تبدیل به قدرتمندترین موشکی شد که تاکنون پرواز کرده است.
این پرتاب بخشی از برنامه توسعه استارشیپ اسپیس ایکس بود که از یک رویکرد تکراری و تدریجی شامل پروازهای آزمایشی مکرر و اغلب مخرب وسیله‌های نمونه اولیه پیروی می‌کند. قبل از پرتاب، مقامات اسپیس ایکس گفتند که موفقیت مأموریت را «با میزانی که می‌توانیم یاد بگیریم» اندازه‌گیری می‌کنند و رویدادهای مختلف مأموریت برنامه‌ریزی‌شده «برای آزمایش موفقیت‌آمیز مورد نیاز نیستند». این پرواز به‌طور کلی به توسعه استارشیپ کمک کرد و بسیاری از مقامات دولتی از جمله بیل نلسون، مدیر ناسا و جوزف اشباخر، مدیر کل آژانس فضایی اروپا، به اسپیس‌اکس تبریک گفتند.
برای فضاپیمای استارشیپ برنامه‌ریزی شده بود که قبل از ورود مجدد به جو تقریباً یک دور به دور زمین بچرخد و یک آب‌فرود کنترل شده در اقیانوس آرام در نزدیکی هاوایی انجام دهد. سوپرهوی قرار بود فرود مشابهی را در خلیج مکزیک، در ۲۰ مایلی (۳۰ کیلومتر) از سواحل تگزاس حدود ۸ دقیقه پس از بلند شدن انجام دهد.
این موشک در ساعت ۱۳:۳۳ جهانی از سایت پرتاب خصوصی اسپیس‌اکس، بوکا چیکا، تگزاس بلند شد. این پرتاب به سکوی پرتاب و زیرساخت‌های اطراف آن آسیب رساند، که اسپیس‌اکس اعلام کرد این اتفاق غیرمنتظره بود. مقداری از قطعات استارشیپ در پارک ایالتی بوکا چیکا پخش شد. سه موتور قبل از بلند شدن روشن نشدند یا از کار افتادند و چندین موتور دیگر در طول پرواز از کار افتادند. این موشک فشار دینامیکی بیشینه را پشت سر گذاشت و وارد پرواز مافوق صوت شد، اما به دلیل عدم کنترل رانش یا بردار رانش، هیچ تلاشی برای جداسازی مرحله انجام نشد. در آخر استارشیپ سقوط کرد و سیستم خودکار خاتمه پرواز (AFTS) فعال شد، اما همان‌طور که در نظر گرفته شده بود بلافاصله فضاپیما را نابود نکرد. استارشیپ ۴۰ ثانیه بعد، نزدیک به ۴ دقیقه پس از پرواز، متلاشی شد.
پس از آزمایش، اداره هوانوردی فدرال (FAA) برنامه پرتاب را در انتظار نتایج یک «تحقیقات ناگوار» استاندارد که توسط آژانس نظارت شده و توسط اسپیس‌اکس انجام شده است، متوقف کرد. FAA گفت که بازگشت به پرواز بستگی به تصمیم آژانس دارد که پرتاب‌های آینده بر امنیت عمومی تأثیری خواهد گذاشت یا خیر. FAA در سپتامبر ۲۰۲۳ اعلام کرد که ۶۳ «اقدام اصلاحی» را شناسایی کرده است که اسپیس‌اکس باید قبل از اجازه پرتاب آزمایشی دیگر انجام دهد. گرد و غبار پراکنده شده توسط پرتاب در ابتدا باعث نگرانی‌های بهداشتی شد، اما بعداً توسط یک آزمایشگاه مشخص شد که ماسه ساحلی معمولی است و خطری برای سلامتی ندارد.
اسپیس‌اکس از اداره هوانوردی فدرال برای پرتاب برنامه‌ریزی شده دومین پرواز آزمایشی استارشیپ در ۱۷ نوامبر ۲۰۲۳ مجوز خود را دریافت کرد.

## پرتاب
یک پنجره پرتاب ۶۲ دقیقه‌ای در ساعت ۱۳:۲۸ UCT در ۲۰ آوریل ۲۰۲۳ باز شد. در ساعت ۱۳:۳۳ UCT، موشک با موفقیت بلند شد، هرچند که باعث آسیب به سکوی پرتاب شد. استارشیپ به صورت جانبی از سکوی پرتاب لیز خورد، زیرا سه موتور پس از بلند شدن آتش نگرفتند.
چندین موتور رپتور در طول پرواز از کار افتادند.  در حدود ۲۷ ثانیه پس از پرواز، اسپیس‌اکس ارتباط خود را با موتور دیگری به دلیل «نوعی رویداد پر انرژی» از دست داد. اسپیس‌اکس در پخش اینترنتی خود نشان می‌دهد که تعدادی از موتورها به درستی کار نمی‌کنند یا خاموش هستند.
گفته شده است که انفجار کوچکی که در حوالی ۳۰ ثانیه پس از پرتاب قابل مشاهده است، از کار افتادن یک واحد برق هیدرولیک بوده است، اما این موضوع هنوز تأیید نشده است.
هشتاد و پنج ثانیه پس از پرتاب، اسپیس‌اکس کنترل بردار رانش ۱۳ موتور مرکزی و در نتیجه توانایی هدایت موشک را از دست داد. این موشک قبل از از دست دادن ارتفاع و وارد شدن به یک چرخش تا حدود ۳۹ کیلومتر (۲۴ مایل) افزایش یافت، پس از آن سیستم خاتمه پرواز خودکار (AFTS) آن فعال شد. AFTS قرار بود فوراً موشک را از بین ببرد، اما استارشیپ از هم پاشید. هیچ جراحت یا خسارت اموال عمومی توسط اداره هوانوردی فدرال گزارش نشده است.

## پس از پرتاب
خدمات ماهی و حیات وحش ایالات متحده نیز باید پرتاب را تأیید کند. بازنگری رسمی زیست‌محیطی هنوز تا تاریخ ۱ اکتبر ۲۰۲۳ شروع نشده بود و می‌تواند بین ۳۰ تا ۱۳۵ روز طول بکشد. خدمات ماهی و حیات وحش ایالات متحده ارزیابی بیولوژیکی نهایی را از اداره هوانوردی فدرال دریافت کرد. ویلیام گرستن مایر، معاون ساخت و قابلیت اطمینان پرواز اسپیس‌اکس، از FAA خواست کارکنان صدور مجوز را افزایش دهد.
تا ۱۱ نوامبر ۲۰۲۳، اسپیس‌اکس اعلام کرده بود که ۱۷ نوامبر را برای تاریخ پرتاب خود هدف قرار داده است. در ۱۵ نوامبر ۲۰۲۳، اداره هوانوردی فدرال مجوز پرتاب را صادر کرد.